# Rubroboletus lupinus
Rubroboletus lupinus (Elias Magnus Fries, 1838 ex Federica Costanzo, Matteo Gelardi, Giampaolo Simonini & Alfredo Vizzini, 2015), sin. Boletus lupinus (Elias Magnus Fries, 1838), Suillellus lupinus (Elias Magnus Fries, 1838 ex Jaime Blanco-Dios|Blanco-Dios, 2015), este o specie foarte rară, suspectată de a fi otrăvitoare, din încrengătura Basidiomycota în familia Boletaceae și de genul Rubroboletus, denumită în popor (după Zaharia Panțu) hrib țigănesc, burete roșu sau hribul lupului. Acest burete coabitează, fiind un simbiont micoriza (formând micorize pe rădăcinile de arbori). În România, Basarabia și Bucovina de Nord soiul poate fi găsit, crescand solitar sau în grupuri mici, în păduri de foioase, sub fagi și stejari, preferat pe soluri calcaroase precum în zonele mai călduroase. Timpul apariției este din iulie până la mijlocul lui octombrie.

## Taxonomie
Numele binomial a fost determinat de marele savant suedez Elias Magnus Fries drept Boletus lupinus în cartea sa Epicrisis systematis mycologici, seu synopsis hymenomycetum din 1838. care a fost numele curent până în 2015, fiind și listat sub acest taxon în cele mai multe cărți micologice actuale.
După ce micologii chinezi Kuan Zhao & Zhu-Liang Yang au descris genul nou Rubroboletus în 2014, micologii italieni Federica Costanzo, Matteo Gelardi, Giampaolo Simonini și Alfredo Vizzini au transferat specia la acest gen sub păstrarea epitetului.
Denumirea Dictyopus tuberosus var. lupinus al lui Lucien Quélet din 1886, precum cea a lui Jaime Blanco-Dios tot în 2015, anume Suillellus lupinus, publicată ceva mai anterior, sunt acceptate sinonim.
Epitetul speciei este derivat din cuvântul latin (latină lupinus = al lupului (referitor la lupi), datorită probabil locurilor în care crește.

## Descriere

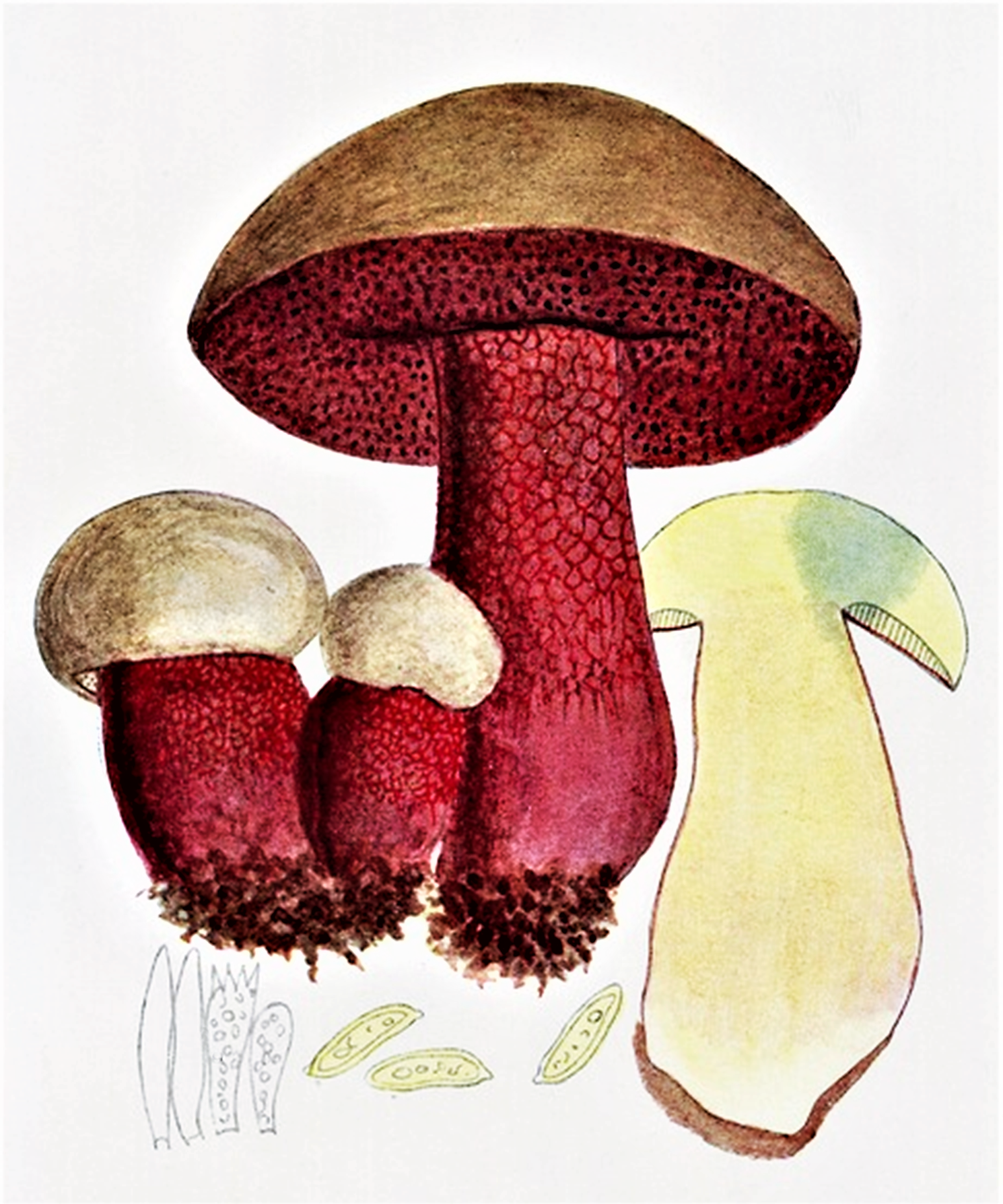
Bres.: Boletus lupinus

- Pălăria: este compactă și cărnoasă cu un diametru de 5-12 (15) cm. La început semisferică, ea se întinde apoi în formă de pernă, devenind cu timpul neregulat îndoită. Cuticula este glabră, uscată și nălucitoare,  coloritul fiind în tinerețe gri-albui până ocru-cenușiu cu o brumă roză pe suprafață care însă este ușor de șters. Cu avansarea în vârstă devine din ce în ce mai roz-purpuriu cu marginea adesea de un galben strălucitor.
- Tuburile și porii: sporiferele sunt unghiulare, aderate la picior, având la început un colorit galben care schimbă după scurt timp în galben-măsliniu. Porii mici sunt doar în stadiu timpuriu galben-portocalii, strălucind apoi roșu ca sângele. Tuburile și porii se colorează imediat albastru după apăsare, dar nu mai la bătrânețe.
- Piciorul: are o lungime de 6 până la 14 cm și o grosime de 2 până la 5 cm, fiind inițial gros și oval-bulbos, apoi cilindric cu baza mai îngroșată, neted și ne-reticulat, presărat în vârsta doar cu niște fulgi fini maronii. Coloritul este în partea superioară de un galben puternic, în jos spre bază ocru-roșiatic.
- Carnea: este de un galben puternic, devenind, tăiată sau după o leziune în contact cu aerul, nu prea pronunțat albastră, culoare, care se pierde după câteva ore în favoarea unui galben slab. Are un miros slab fructuos precum un gust amăriu, dar nu neplăcut.[4][5]
- Caracteristici microscopice: sporii de culoarea lutului sunt netezi, elipsoidali în formă de migdale, neamilozi (nu se decolorează cu reactivi de iod), având o mărime de 13-18 x 5,5-6,5 microni. Pulberea lor este roșiatică. Basidiile clavate și capitate cu 4 sterigme fiecare măsoară 35-45 x 9-12 microni. Prezintă cistide (elemente sterile situate în stratul himenal sau printre celulele din pielița pălăriei și a piciorului, probabil cu rol de excreție) bulbos-fusiforme precum rotunjite în vârf de 45-70 x 6-9 microni.[12]
- Reacții chimice: nu sunt cunoscute.[4][5]

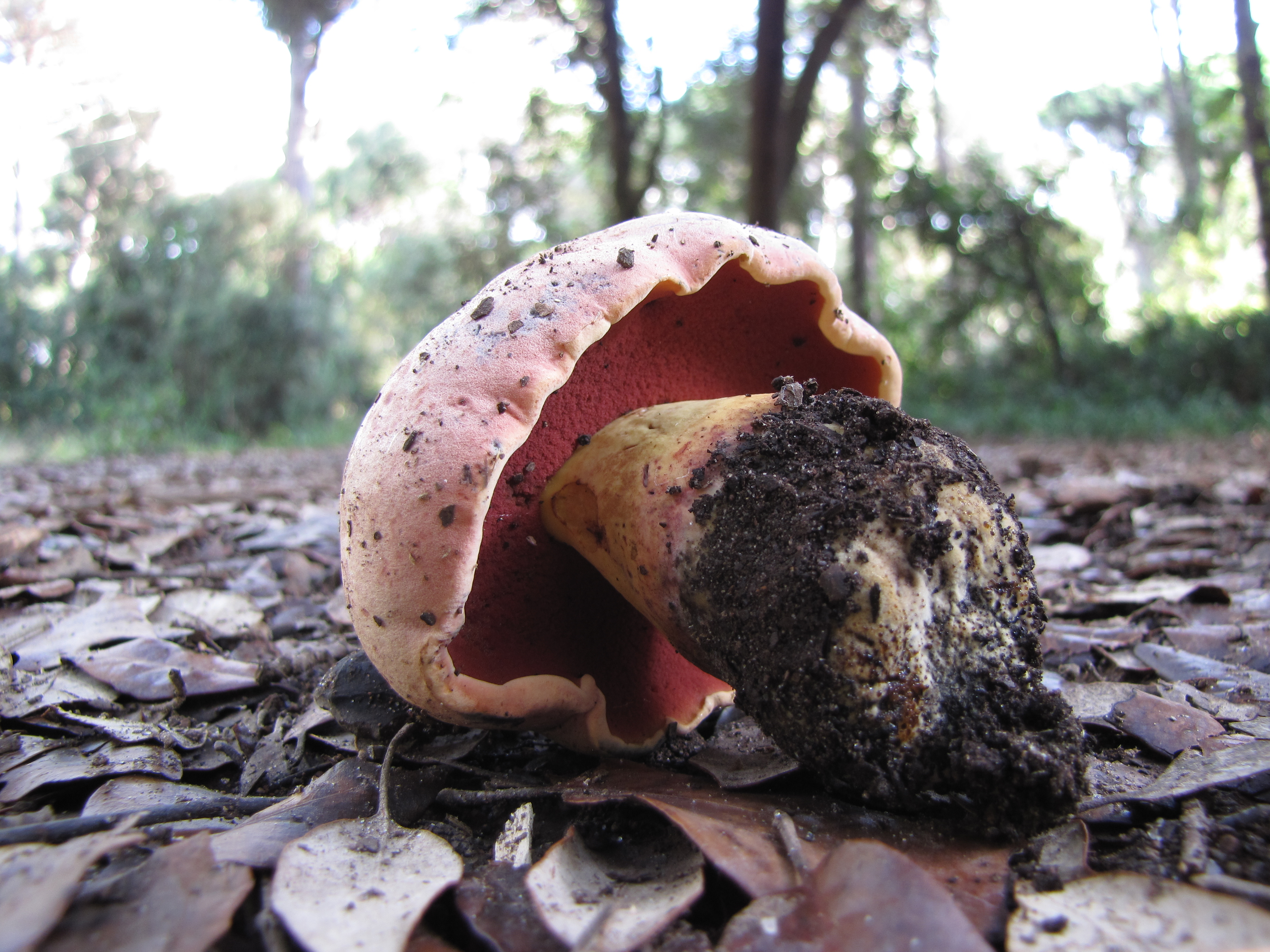
B. lupinus, tuburi și picior
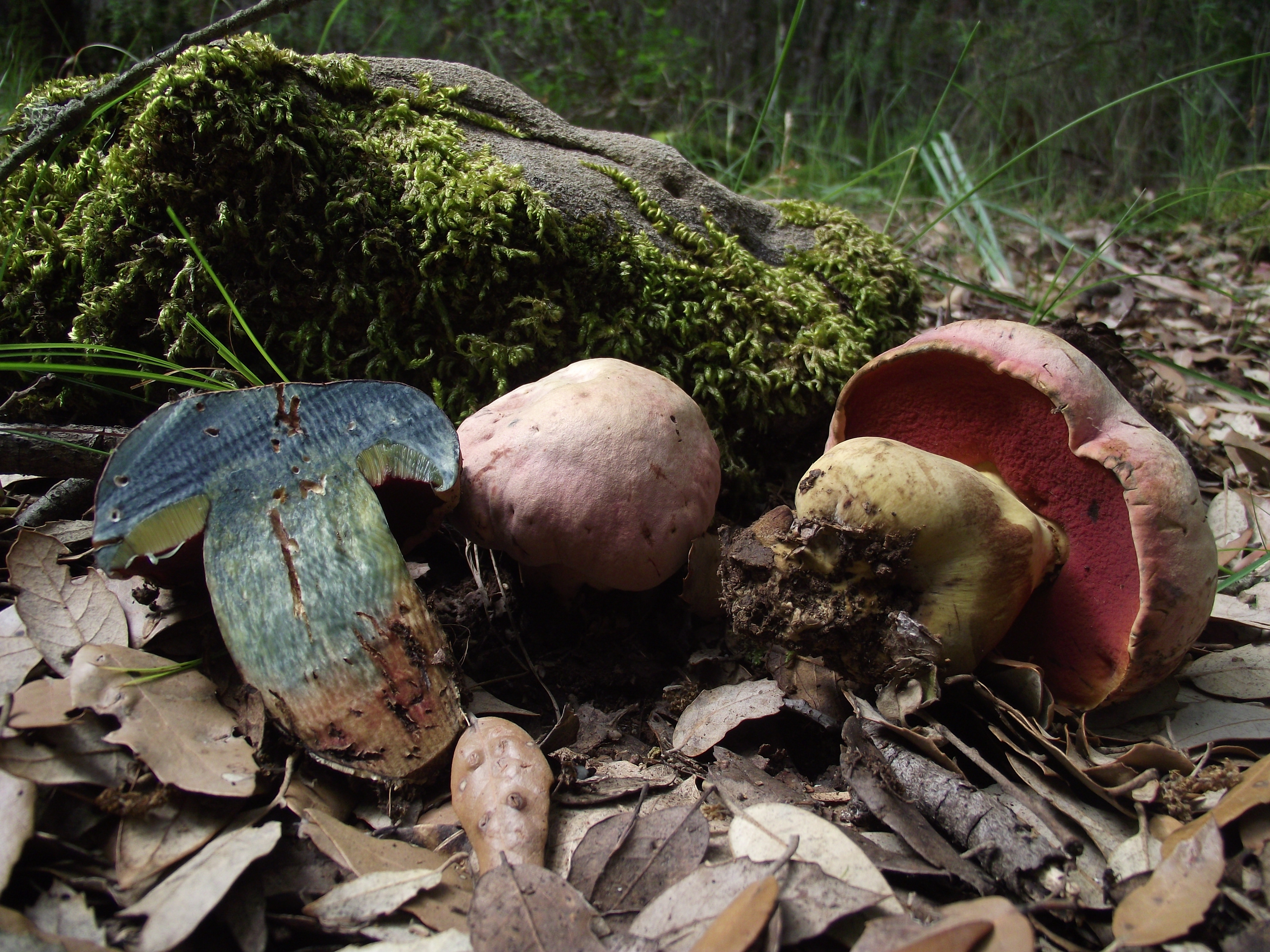
B. lupinus, secțiune longitudinală
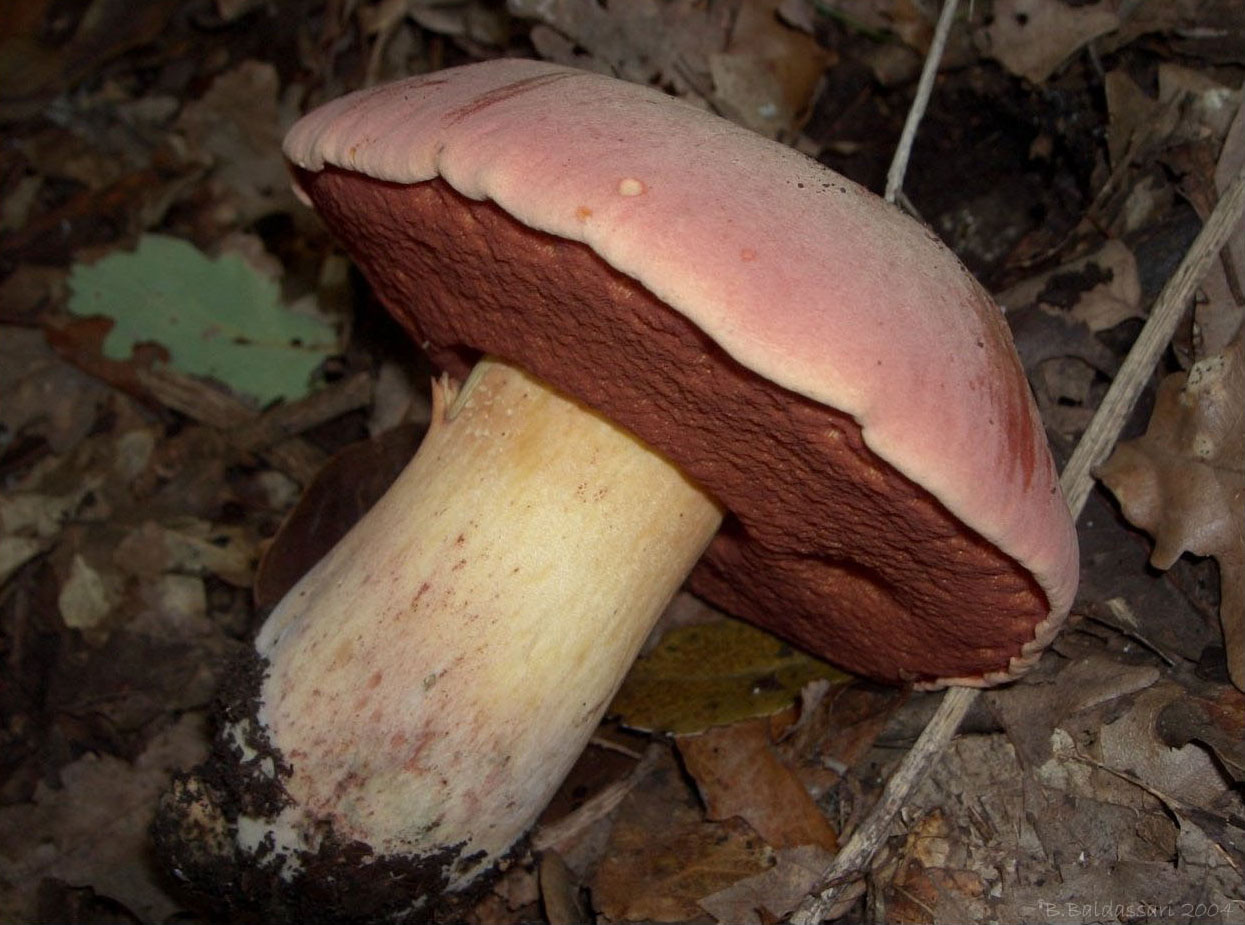
B. lupinus matur

## Confuzii
Există mai multe ciuperci asemănătoare cu hribul lupului. Unele sunt de asemenea otrăvitoare sau necomestibile, altele sunt savuroase. Câteva exemple:
- Bureți otrăvitori sau de valoare necunoscută: Imperator torosus sin. Boletus torosus (probabil otrăvitor),[13] Rubroboletus legaliae sin. Boletus satanoides,[14] Boletus luteocupreus sin. Imperator luteocupreus,[15] Boletus splendidus ssp. moseri,[16] Rubroboletus eastwoodiae (otrăvitor, asemănător în aspect cu buretele dracului, încă nu găsit în Europa),[17], Rubroboletus purpureus (otrăvitor, gust tare neplăcut),[18] Rubroboletus rubrosanguineus (poate otrăvitor),[19] Rubroboletus satanas.[20]
- Bureți necomestibili: Boletus calopus (foarte amar),[21] Boletus permagnificus, Rubroboletus rhodoxanthus (crud foarte toxic, bine fiert probabil comestibil, de calitate mediocră, ușor de confundat cu buretele dracului, comestibilitatea fiind discutată, de aceea indicat aici necomestibil).[22][23]
- Bureți comestibili: Boletus erythropus sin. Boletus luridiformis (foarte gustos),[24] Boletus luridus (foarte gustos),[25] Boletus pulverulentus (de calitate mediocră),[26] Rubroboletus dupainii (comestibil).[27]

## Specii asemănătoare în imagini

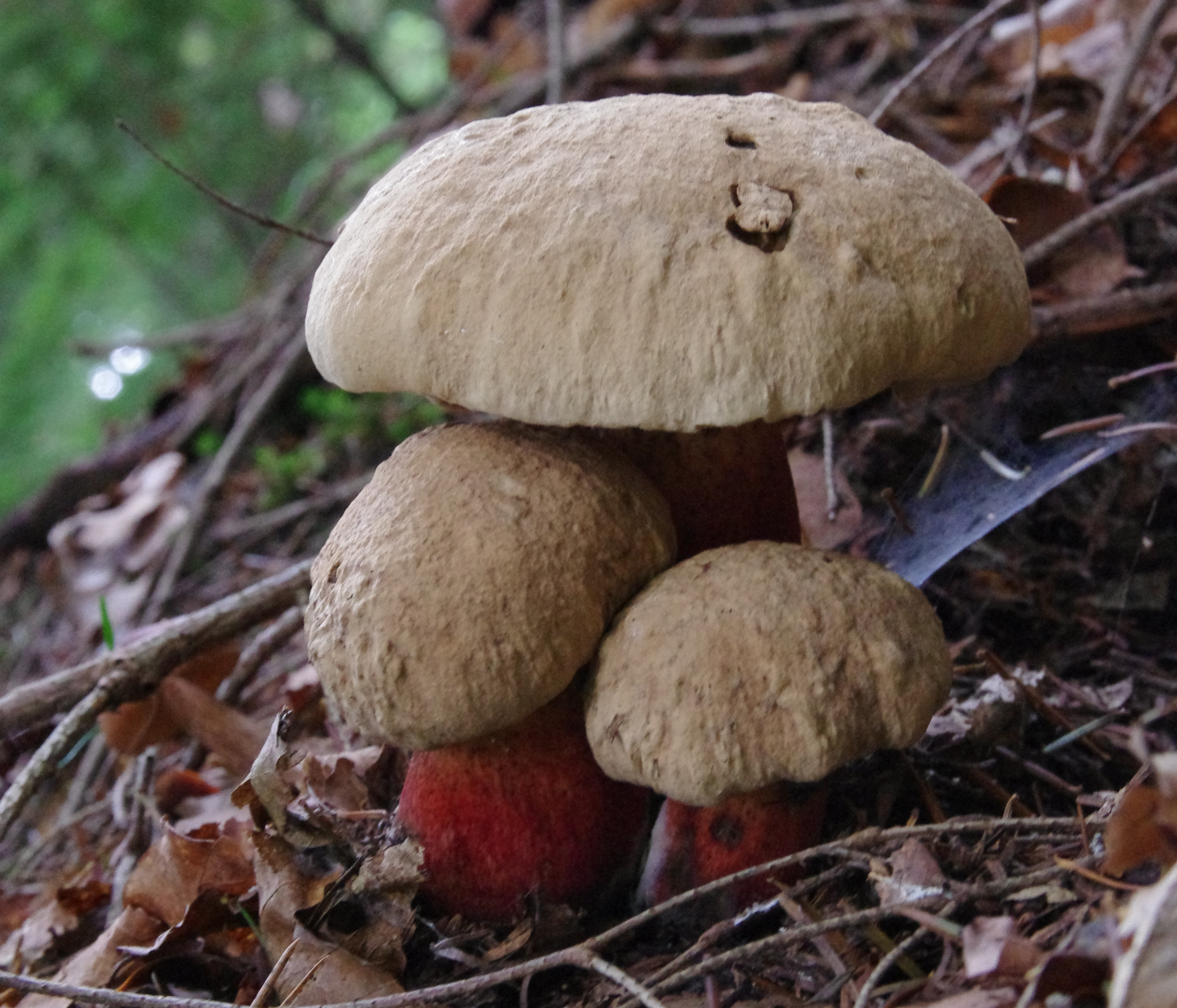
!Boletus calopus!
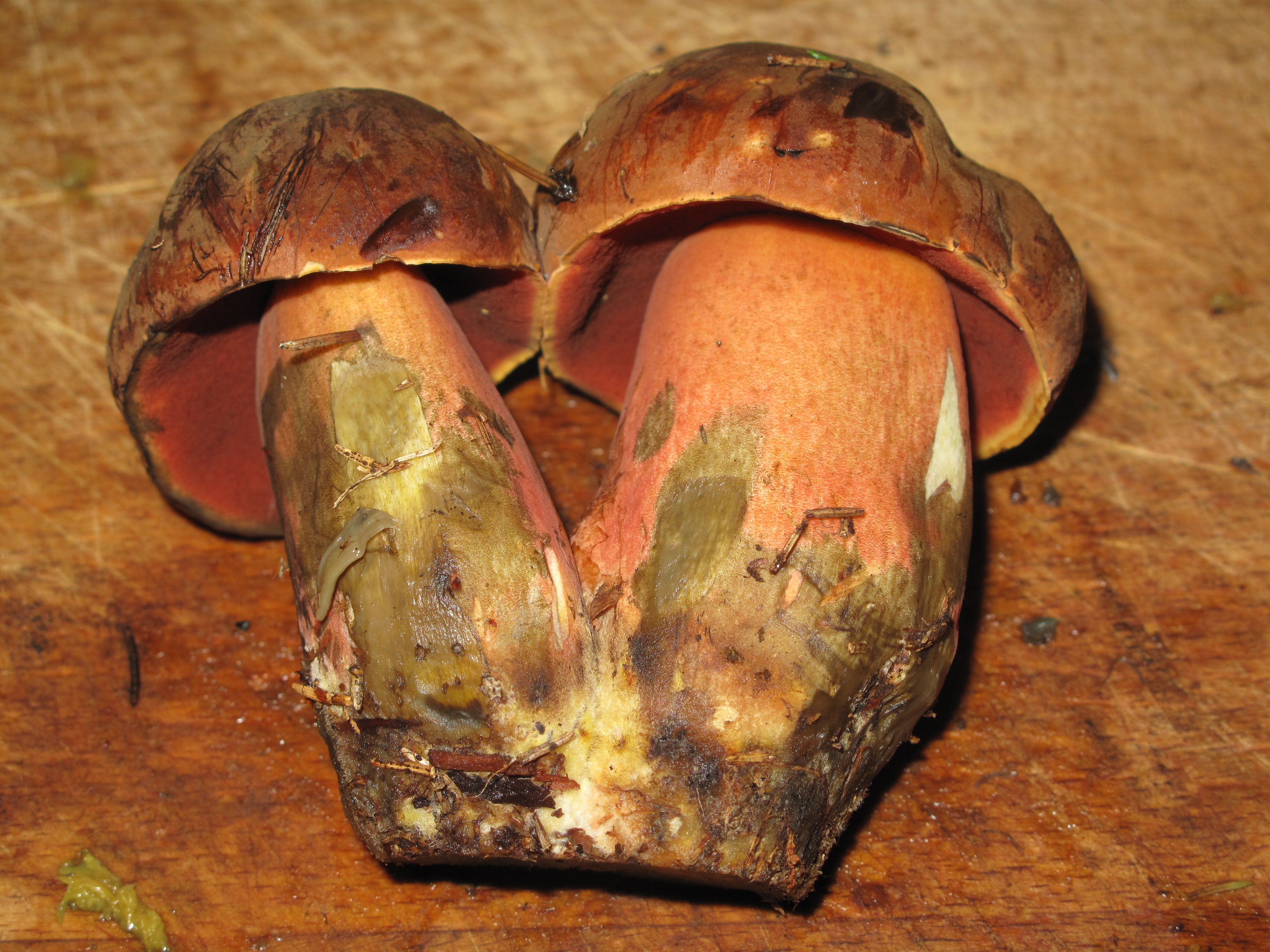
Boletus erythropus
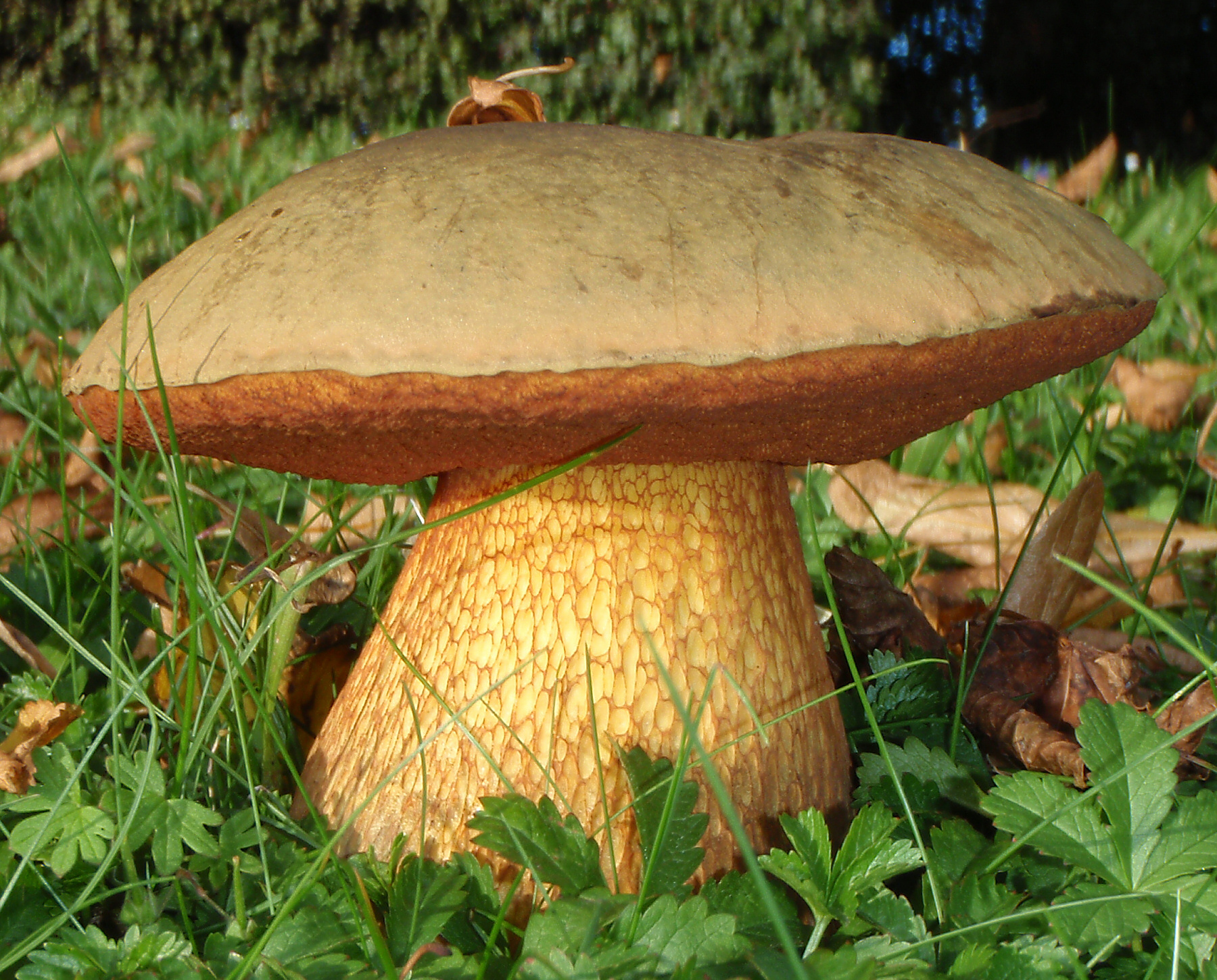
Boletus luridus
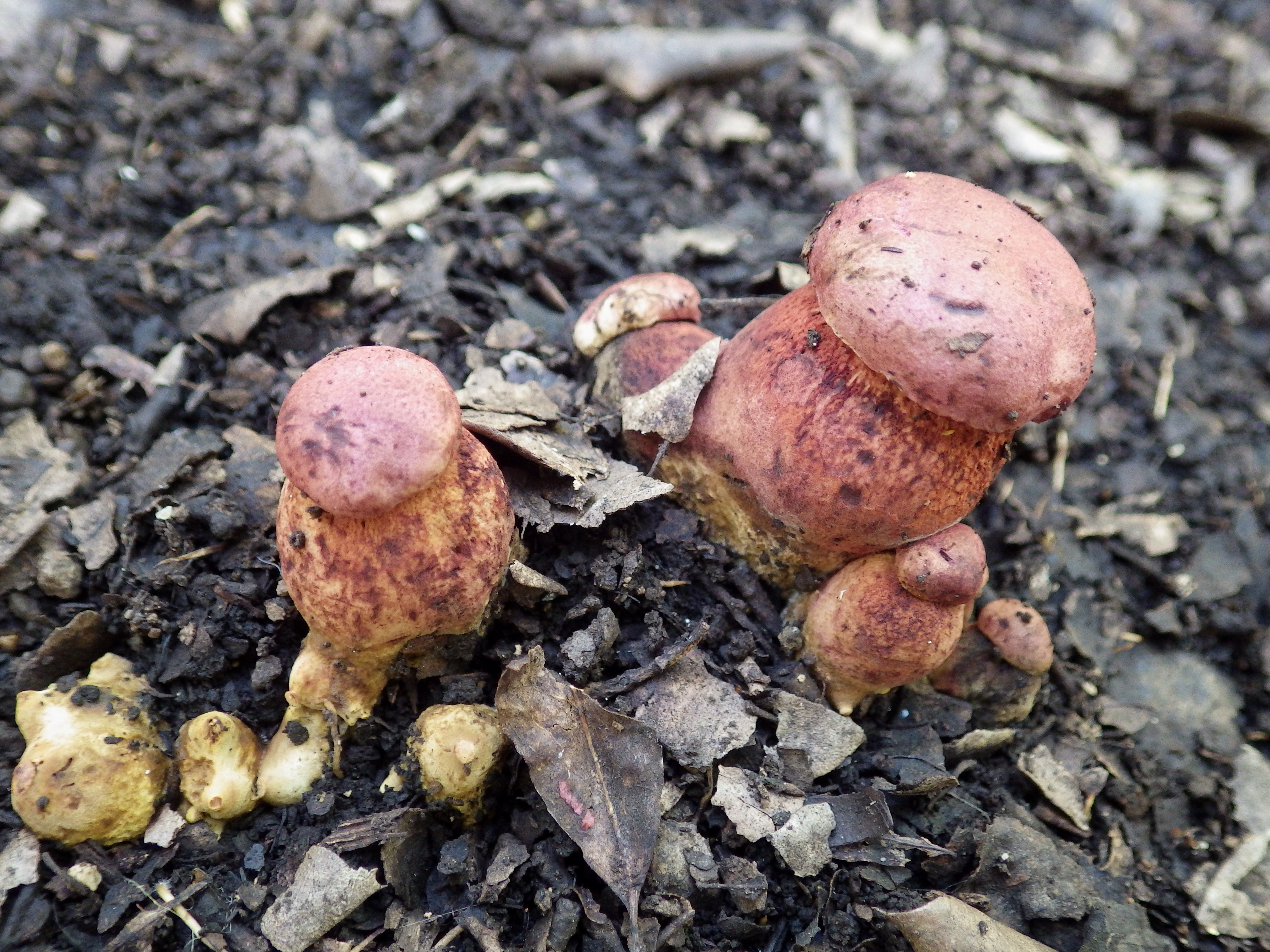
!Boletus permagnificus!
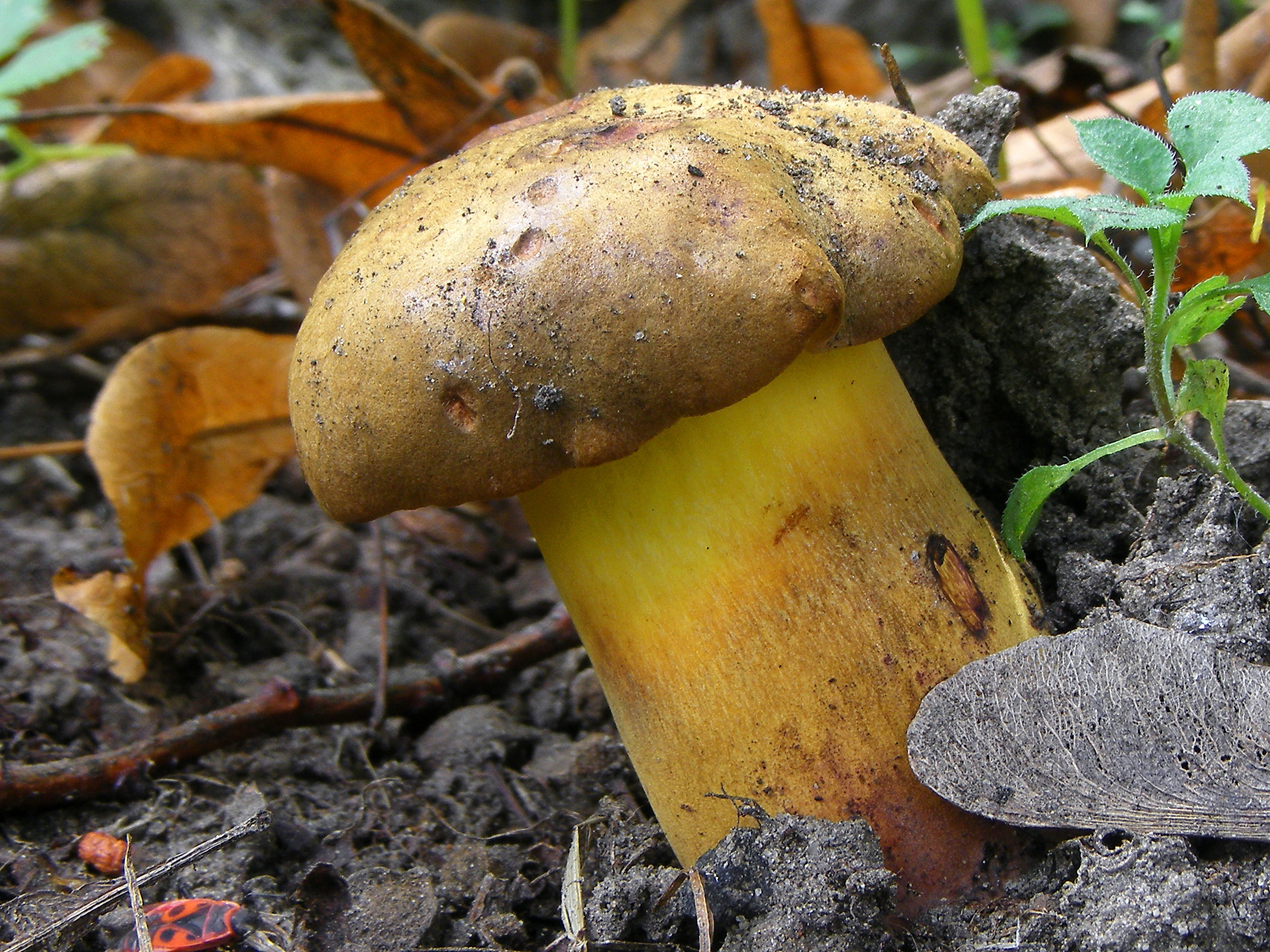
!Boletus pulverulentus!
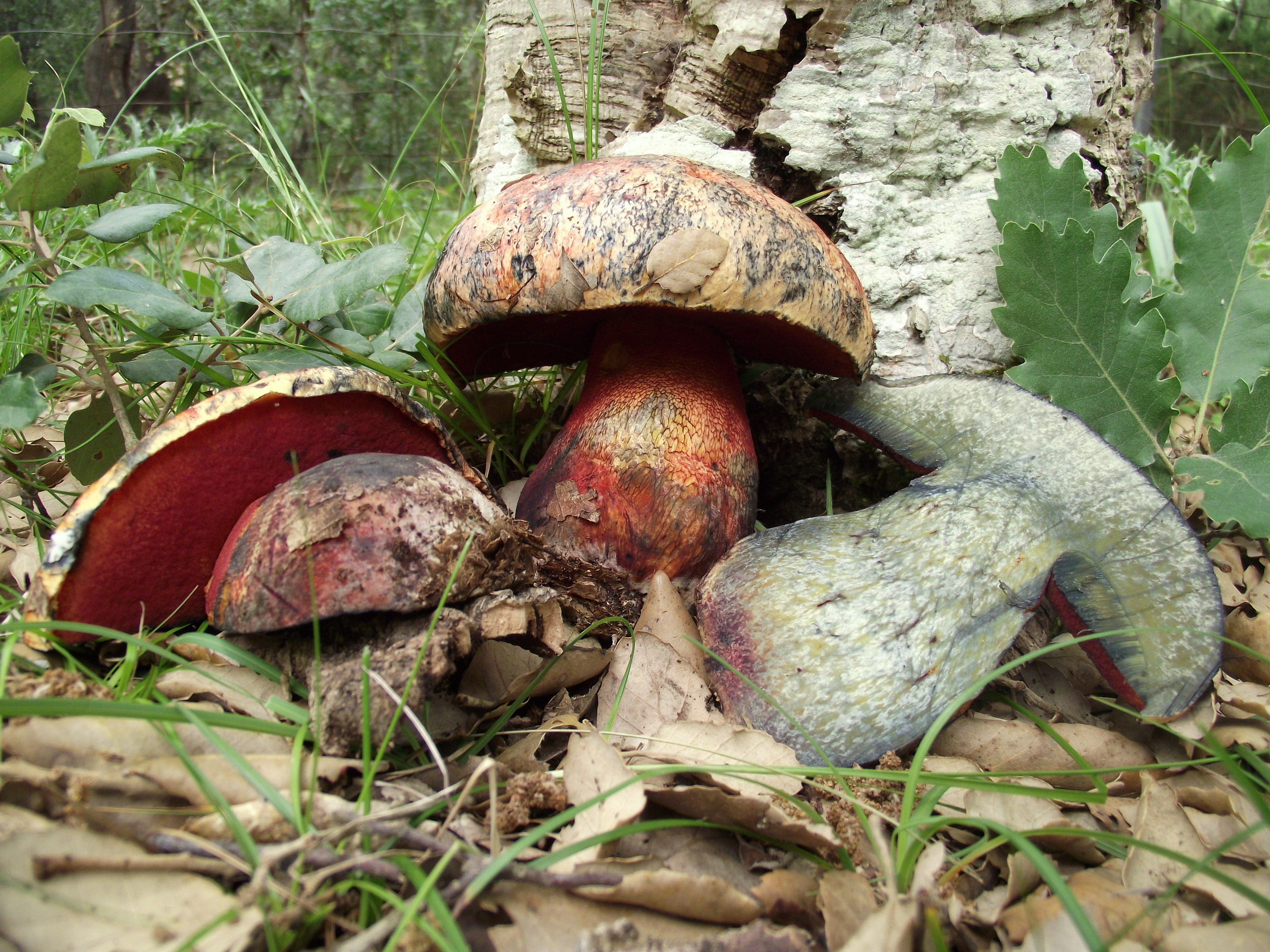
!!Imperator luteocupreus sin. Boletus luteocupreus!!
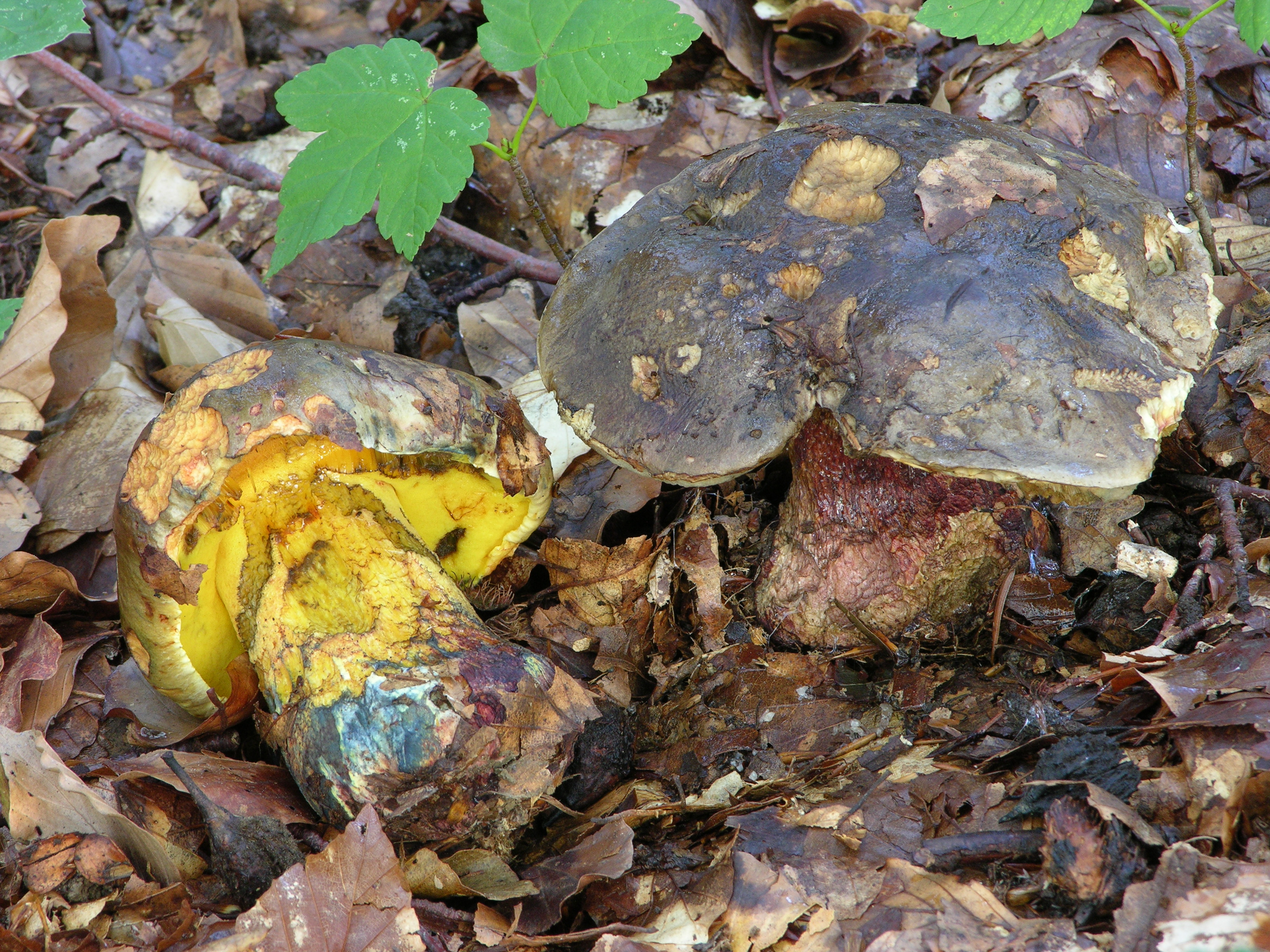
!!Imperator torosus!!
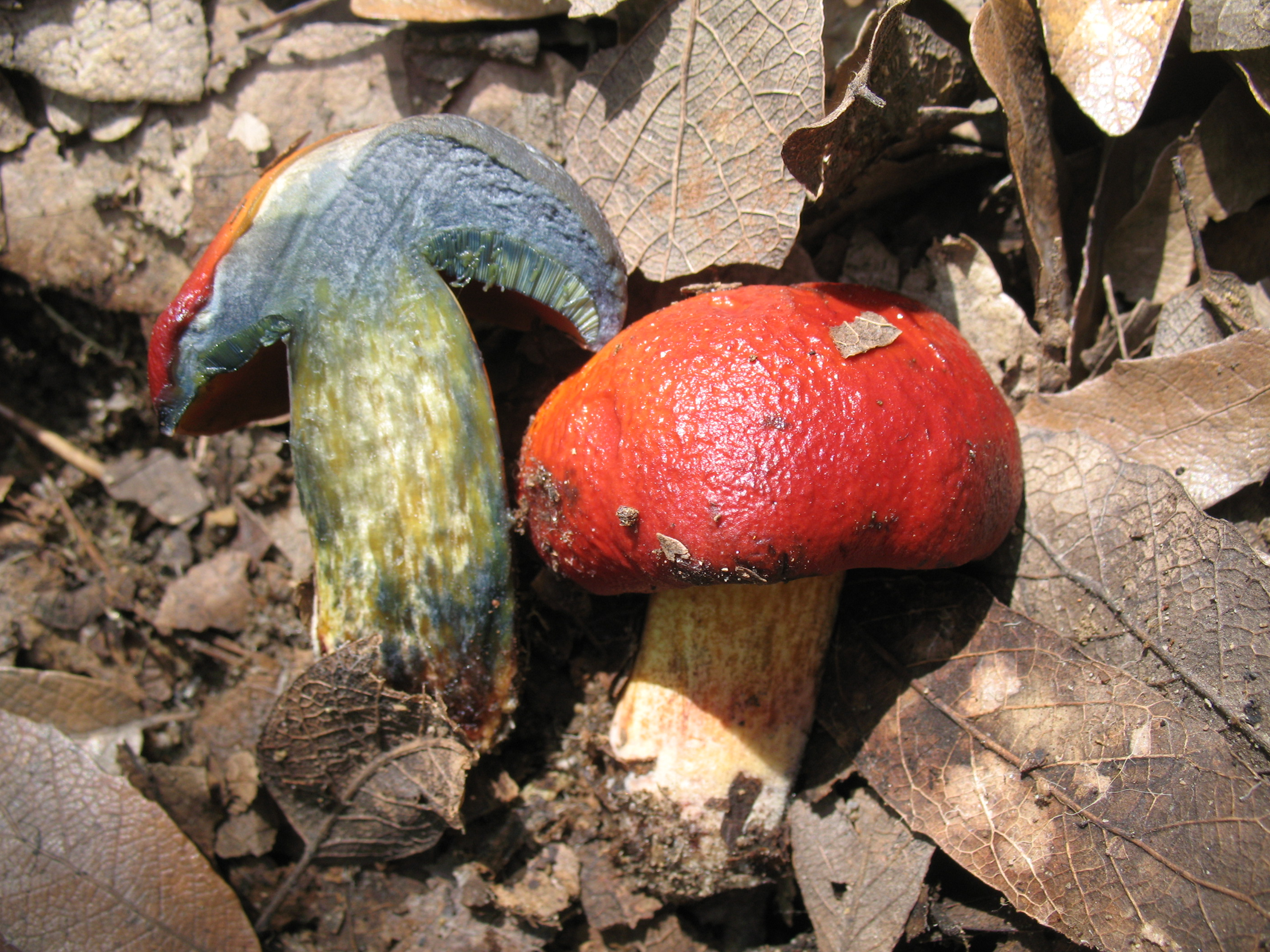
Rubroboletus dupainii
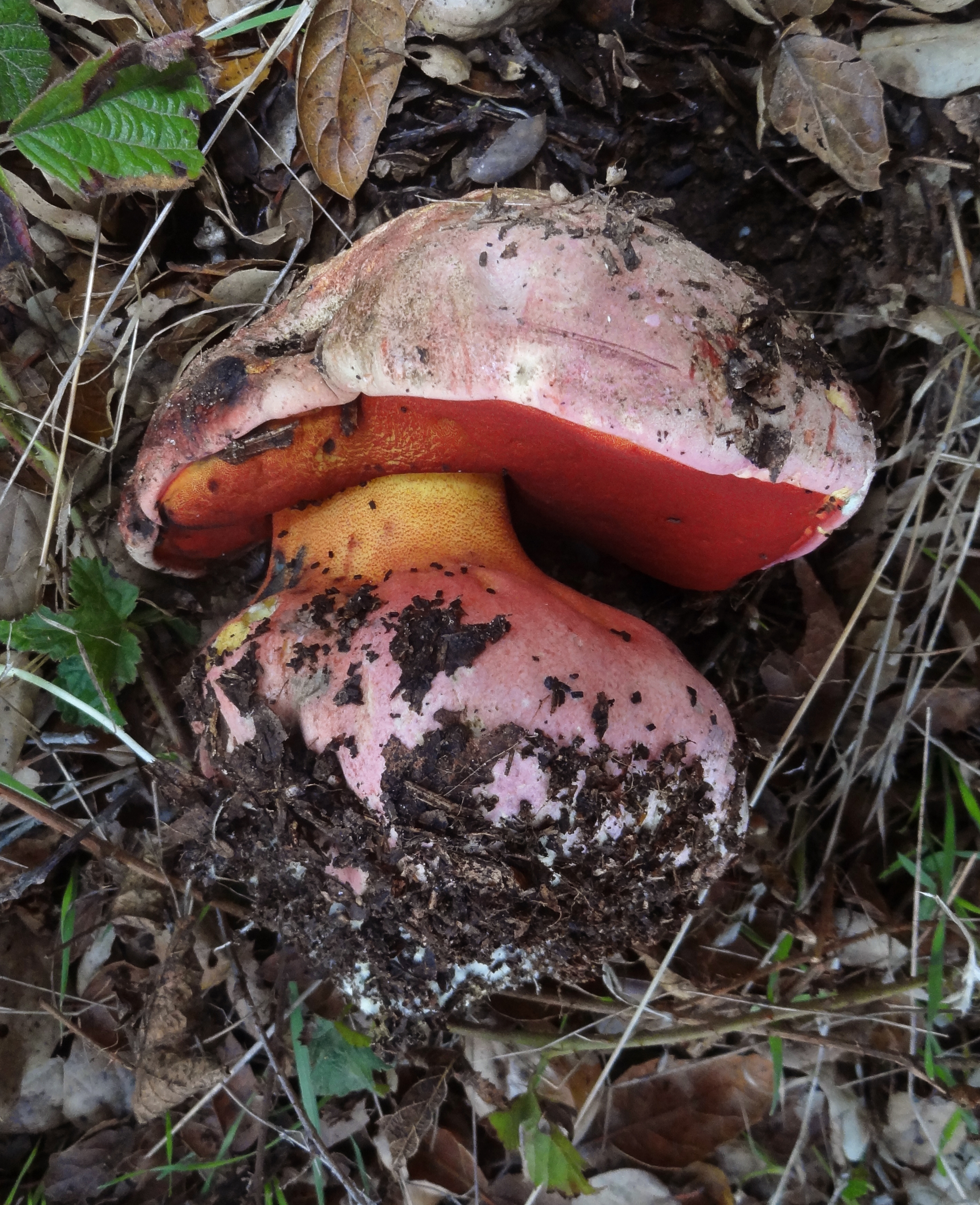
!!Rubroboletus eastwoodiae!!

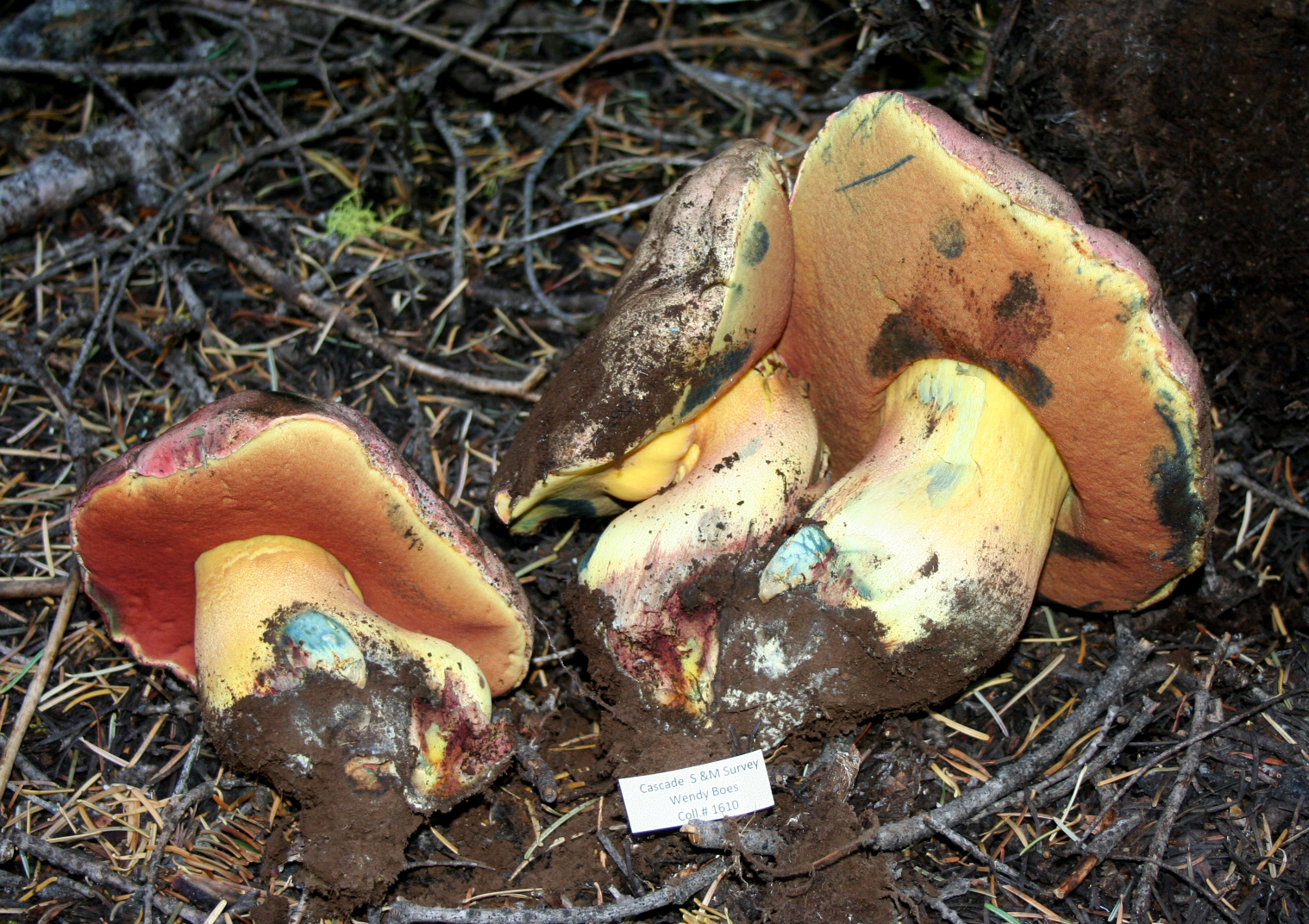
!!Rubroboletus haematinus!!
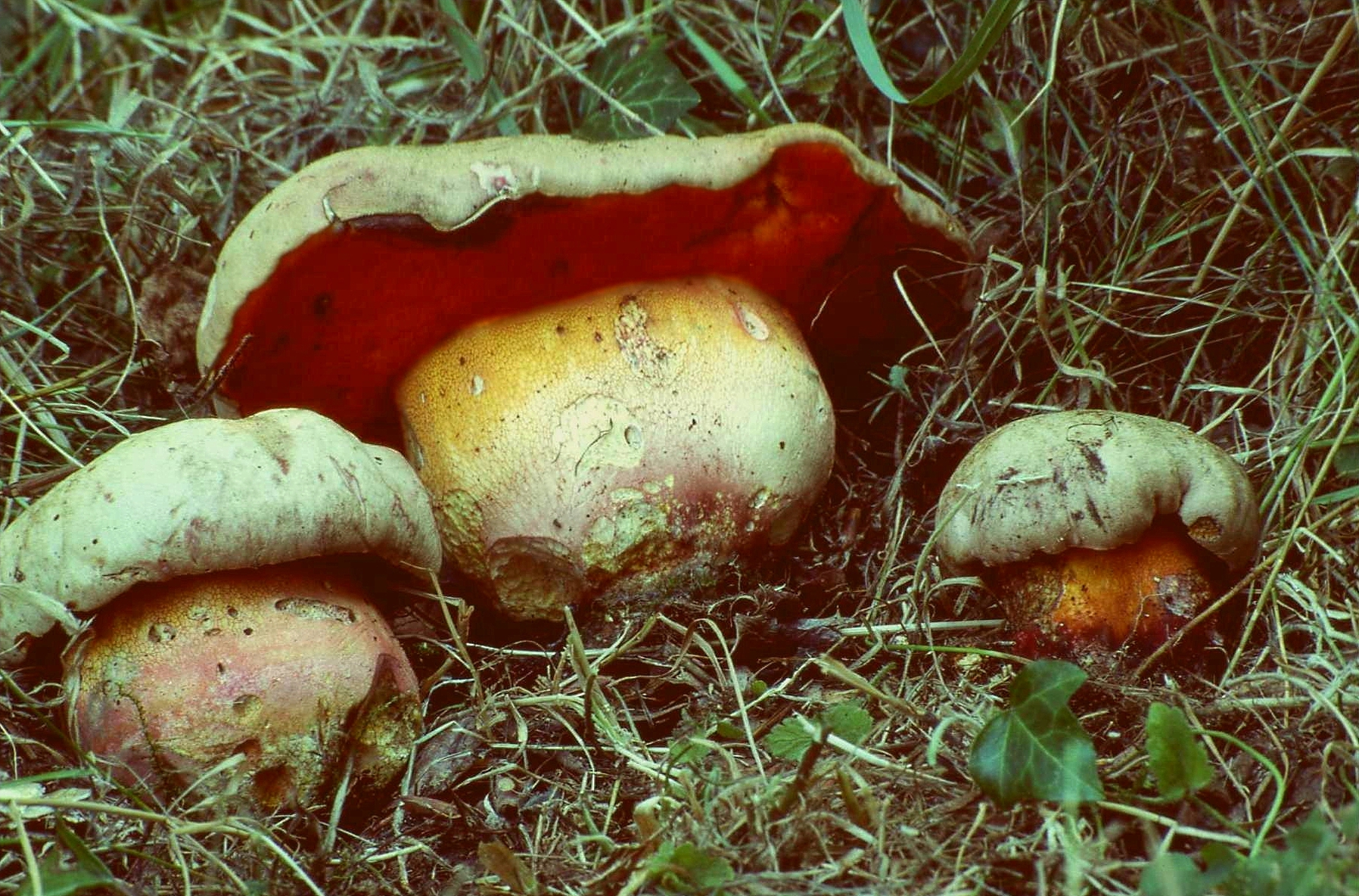
!!Rubroboletus legaliae sin. Boletus satanoides!!
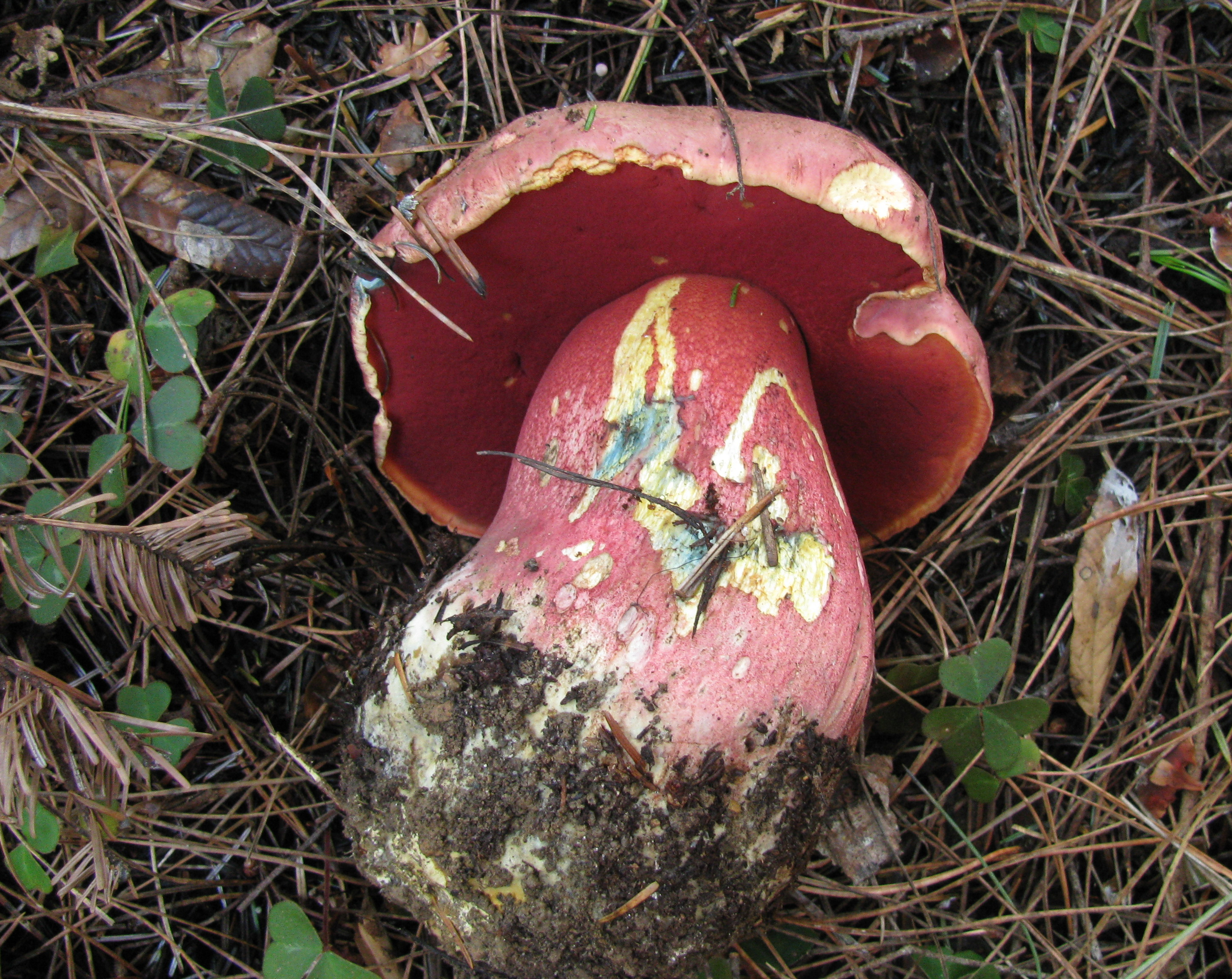
!!Rubroboletus pulcherrimus!!
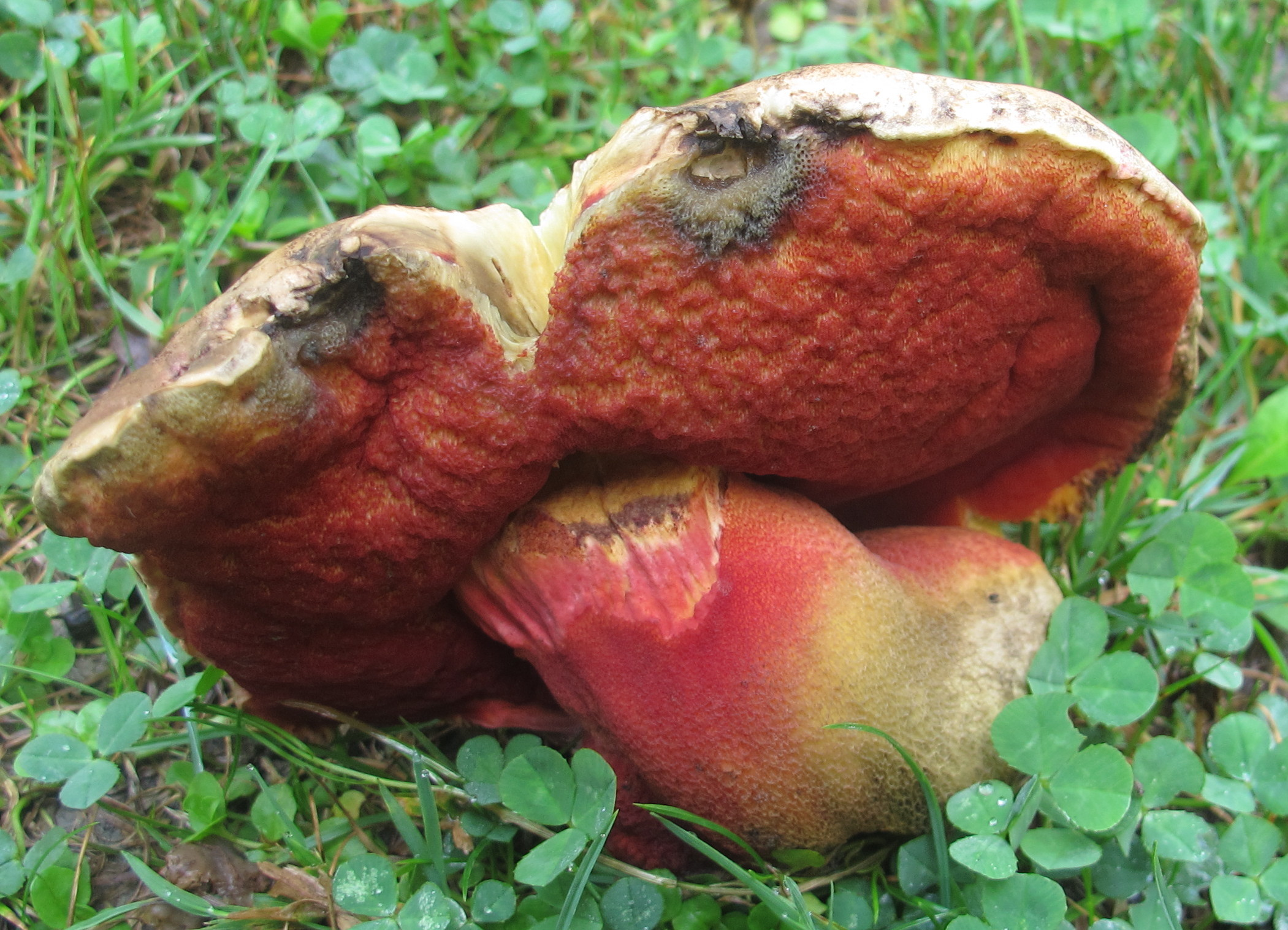
!!Rubroboletus rhodosanguineus!!
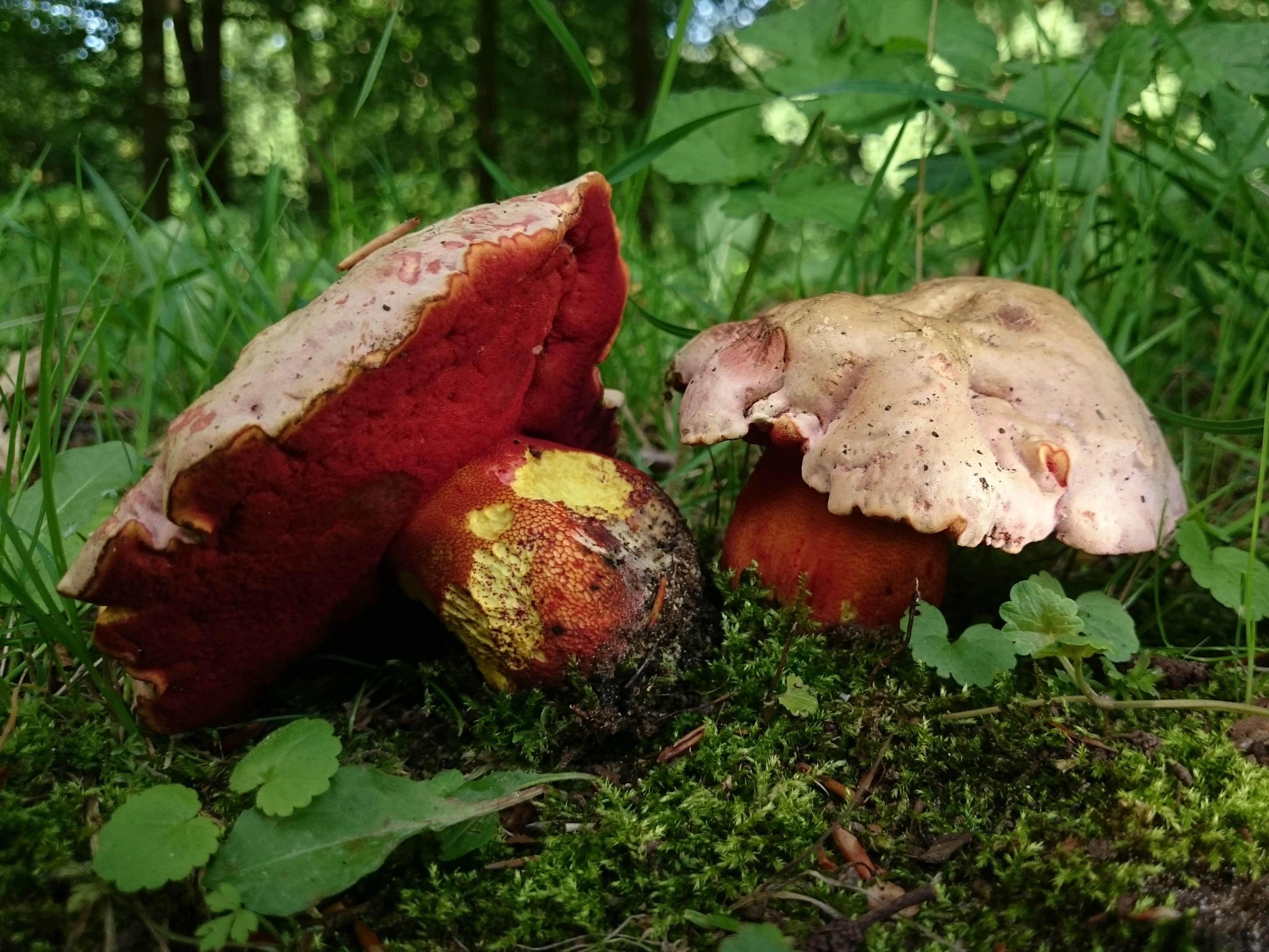
!!Rubroboletus rhodoxanthus!!
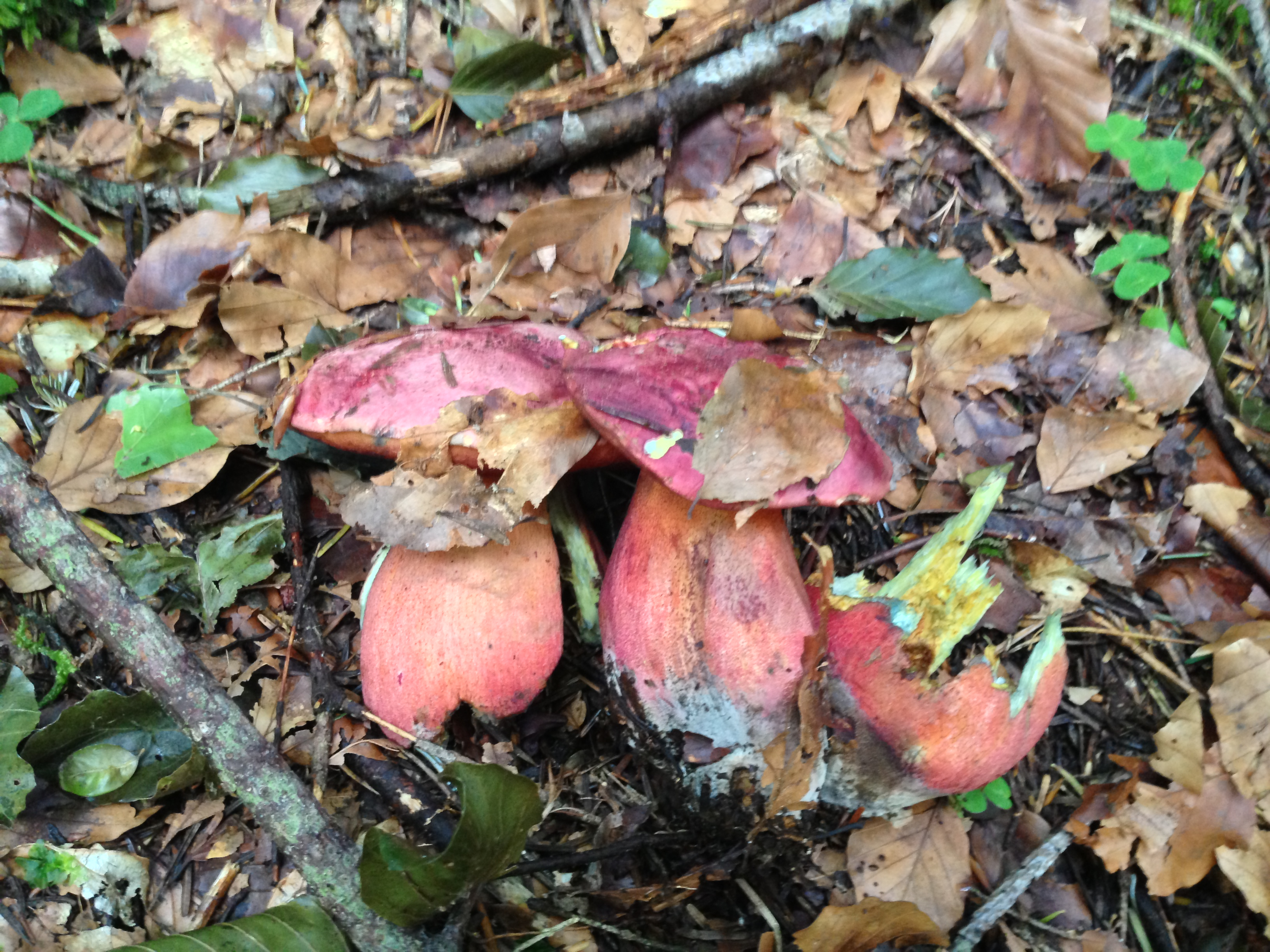
!!Rubroboletus rubrosanguineus!!
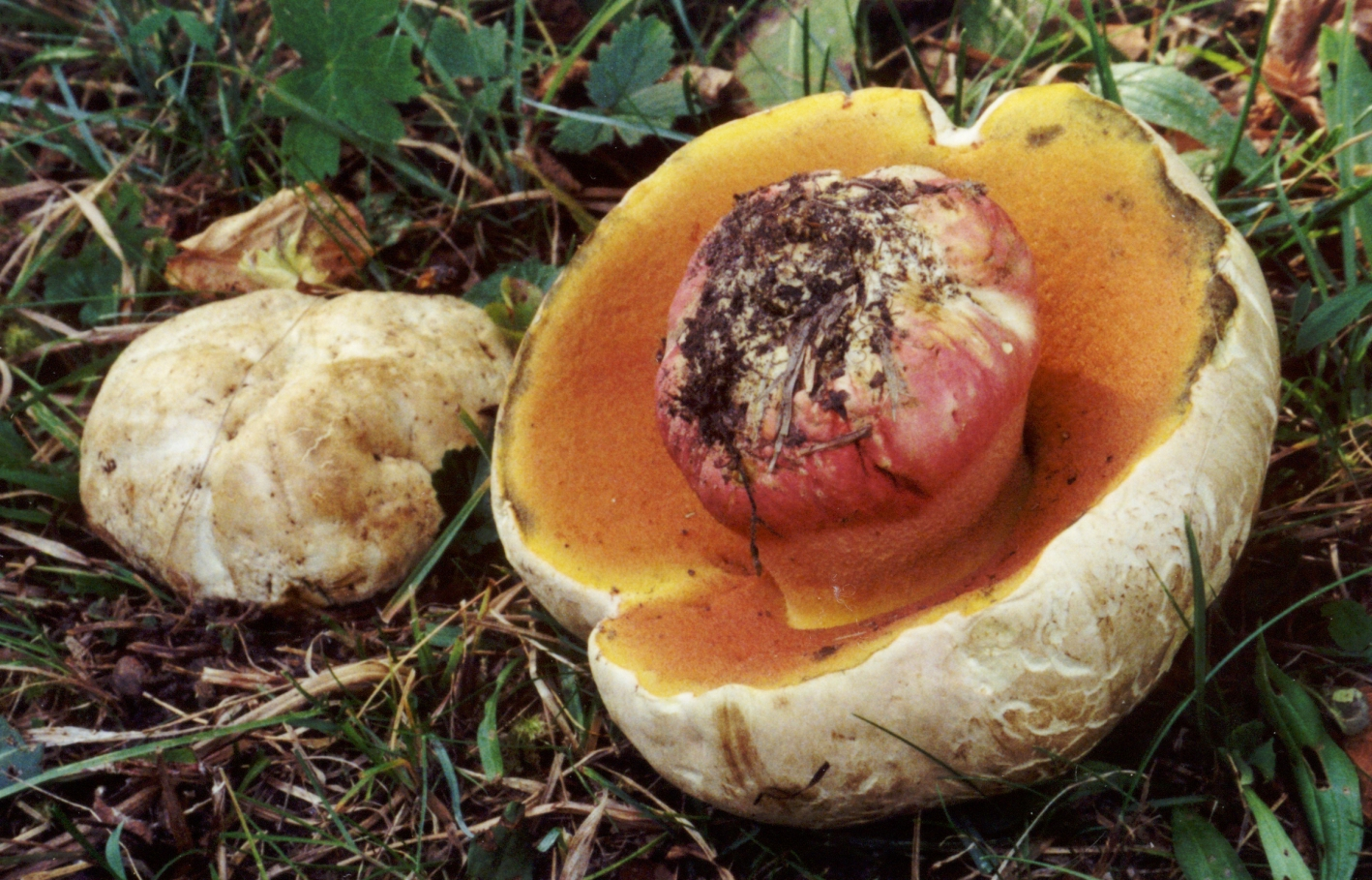
!!Rubroboletus satanas!!

## Valorificare
Buretele lupului este în orice caz toxic dacă este ingerat crud. Dar este puțin probabil că acest burete este deosebit de otrăvitor. El a fost cunoscut ca o ciupercă comestibilă în Franța și a afectat acolo cu siguranță numai rareori probleme. Din păcate  studii referitoare la comestibilitate  lipsesc până în prezent (2018). Astfel de exemplu, Bruno Cetto îl descrie suspect, pe când Ewald Gerhard otrăvitor.
Specia este foarte rară, de acea ar trebui să fie cruțată și lăsată la loc pentru a permite răspândirea ei.